# Chapaize
Chapaize ist eine französische Gemeinde mit 166 Einwohnern (Stand: 1. Januar 2022) im Département Saône-et-Loire in der Region Bourgogne-Franche-Comté. Die Gemeinde gehört zum Arrondissement Chalon-sur-Saône und zum Kanton Cluny (bis 2015: Kanton Saint-Gengoux-le-National).

## Geografie
Chapaize liegt etwa 29 Kilometer nordnordwestlich von Mâcon und etwa 26 Kilometer südsüdwestlich von Chalon-sur-Saône.
Nachbargemeinden von Chapaize sind Bissy-sous-Uxelles im Norden, Champagny-sous-Uxelles im Norden und Nordosten, Étrigny im Nordosten, La Chapelle-sous-Brancion im Osten, Martailly-lès-Brancion im Südosten, Chissy-lès-Mâcon im Süden, Cormatin im Südwesten sowie Malay im Westen und Nordwesten.

## Bevölkerungsentwicklung
| Jahr                      | 1962 | 1968 | 1975 | 1982 | 1990 | 1999 | 2006 | 2013 |
| Einwohner                 | 215  | 182  | 134  | 134  | 153  | 159  | 157  | 142  |
| Quelle: Cassini und INSEE |      |      |      |      |      |      |      |      |

## Sehenswürdigkeiten
- Kirche Saint-Martin, Monument historique
- romanische Kirche Notre-Dame von Lancharre aus dem 12. Jahrhundert
- Schloss Uxelles
- Ziegelei von Chapaize

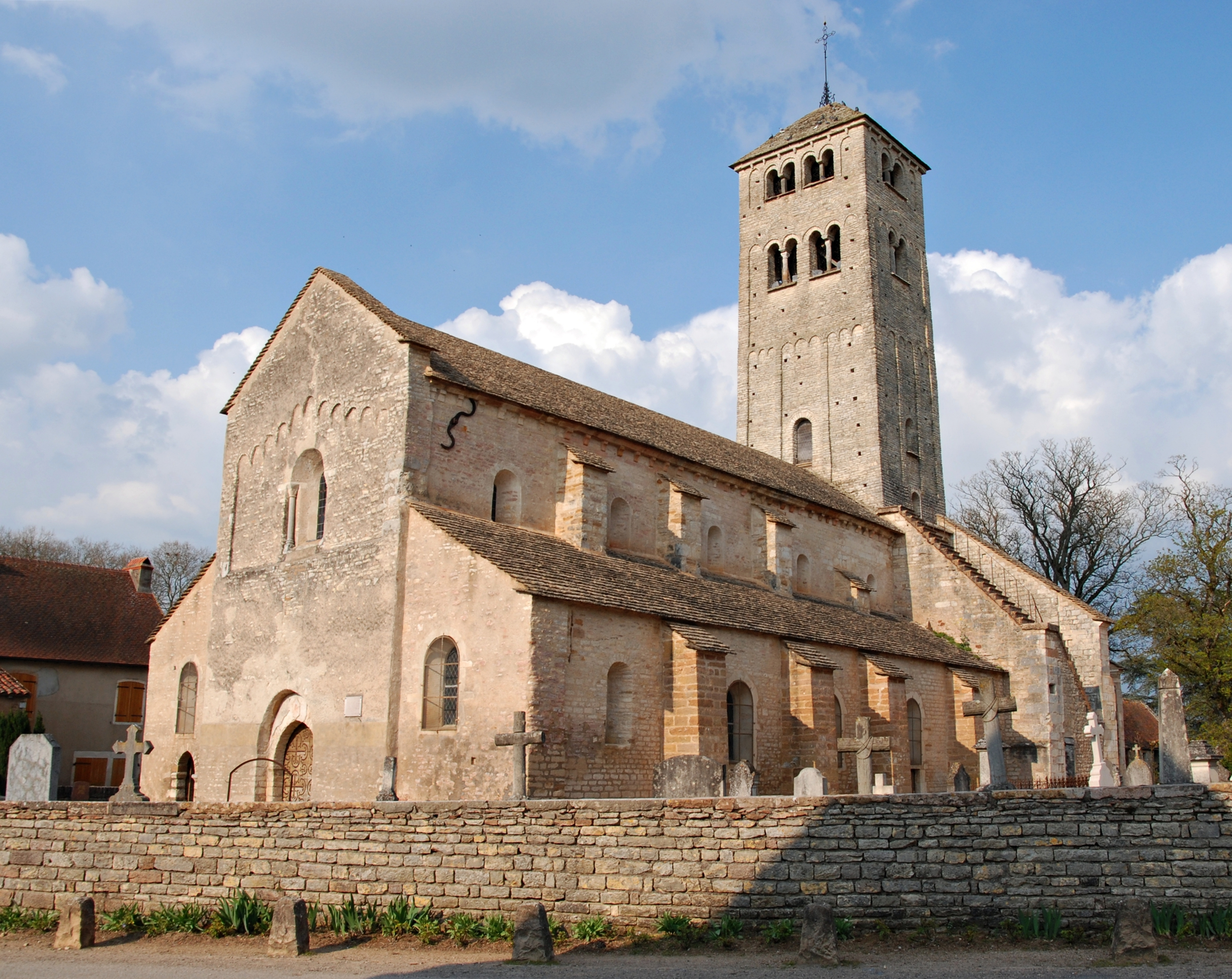
Kirche Saint-Martin
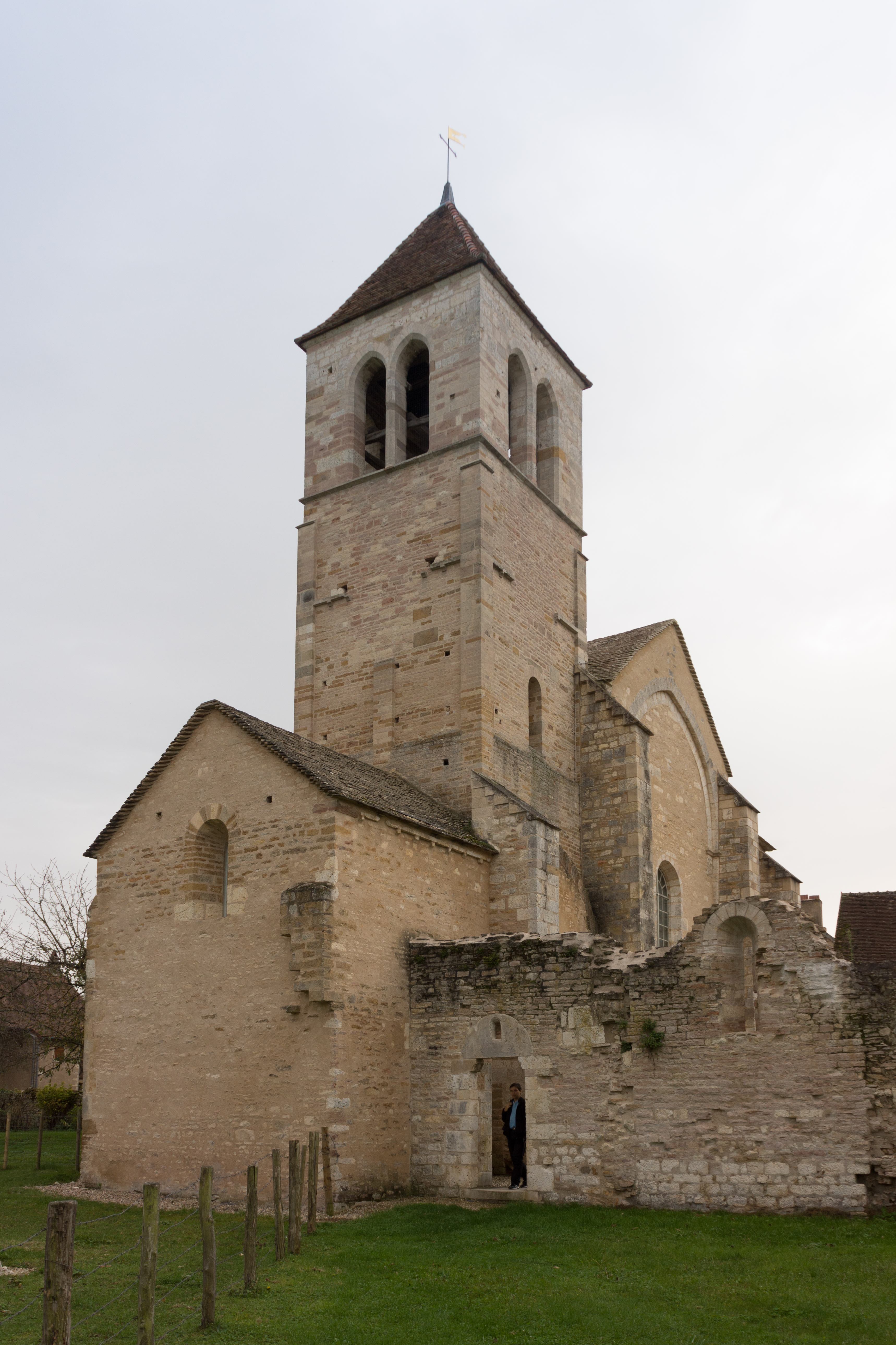
Kirche Notre-Dame
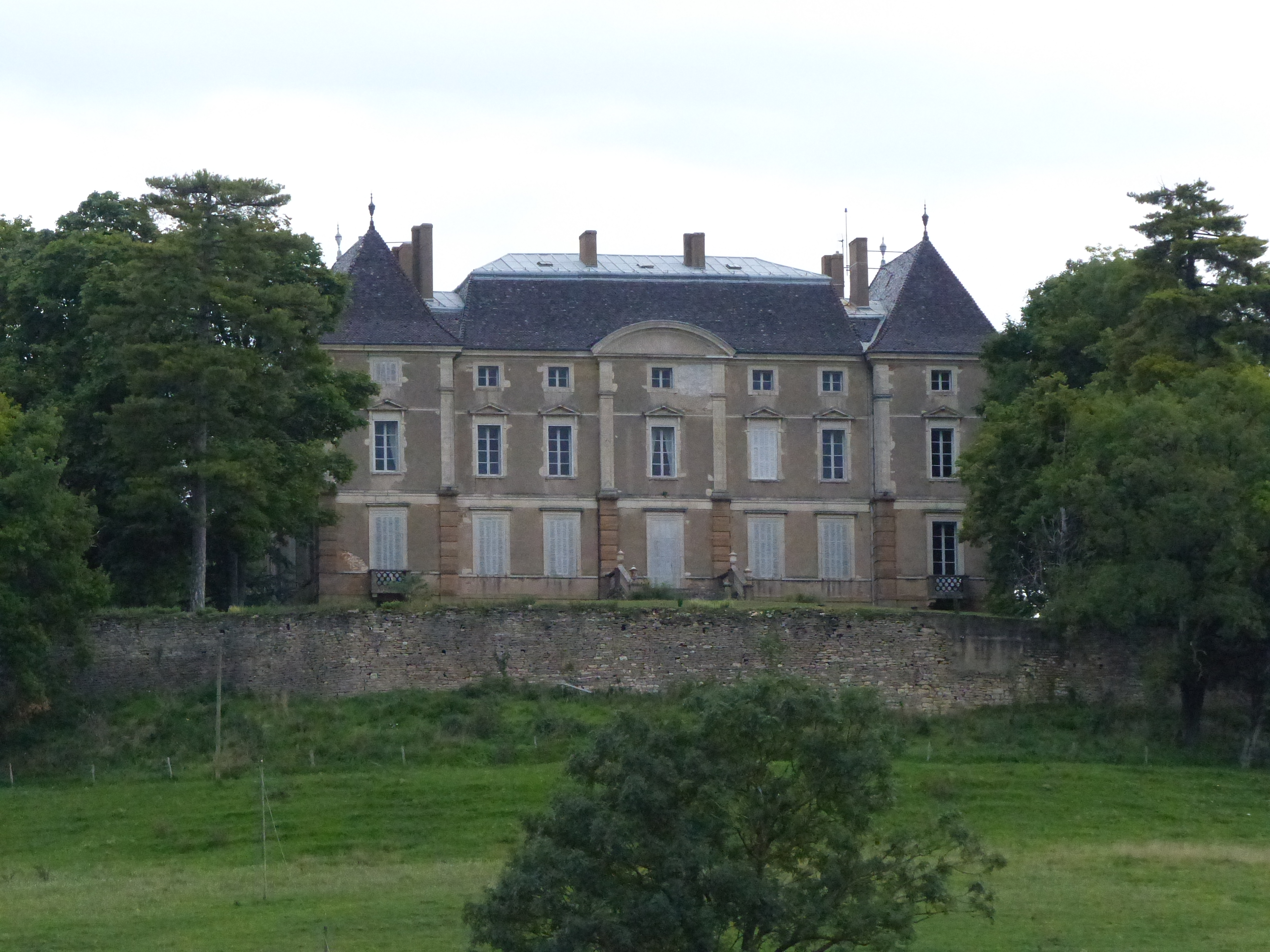
Schloss Uxelles